# Leo Latasch
Leo Latasch (* 1952) ist ein deutscher Mediziner.

## Werdegang
Latasch studierte ab 1974 Humanmedizin an der Universität Frankfurt und schloss 1981 mit Promotion ab. Im Anschluss war er bis 1986 Assistenzarzt am Zentrum für Anästhesie und Wiederbelebung des Universitätsklinikums Frankfurt. 1986 erhielt er die Anerkennung als Facharzt für Anästhesie und Wiederbelebung. Nach zwei Jahren an der Berufsgenossenschaftlichen Unfallklinik (BGU) war er ab 1990 Stipendiat im Zentrum für Anästhesie und Wiederbelebung. Von 1992 bis 2004 arbeitete er am Institut für Anästhesiologie und Schmerztherapie des Krankenhauses Nordwest. Ab 2005 war er Ärztlicher Berater Notfallmedizin bei Gesundheitsamt der Stadt Frankfurt am Main. Von 2006 bis 2018 übernahm er die ärztliche Leitung Rettungsdienst (ÄLRD) für die Stadt Frankfurt.
1993 wurde ihm die Habilitation im Fach Anästhesiologie zuerkannt, 1994 die akademische Bezeichnung „Privatdozent“. Seit 2003 ist er außerplanmäßiger Professor.
Im März 2014 betrieb Latasch erfolgreich den Austritt der Jüdischen Gemeinde Frankfurt aus dem Frankfurter Rat der Religionen.
Latasch ist Mitglied im Direktorium des Zentralrats der Juden in Deutschland, Vorstandsmitglied der Jüdischen Gemeinde in Frankfurt, stellvertretender Vorstandsvorsitzender der Zentralen Wohlfahrtsstelle der Juden in Deutschland (ZWST) und Mitglied im hessischen Integrationsbeirat. Von April 2012 bis April 2020 war er Mitglied im Deutschen Ethikrat.

## Ehrungen
- 1994: Ehrenzeichen der Johanniter-Unfall-Hilfe für besondere Verdienste
- 2003: Verdienstkreuz am Bande der Bundesrepublik Deutschland
- 2006: Dankesurkunde des Bundesministeriums des Innern nach Tsunamieinsatz in Südostasien
- 2010: Verdienstauszeichnung in Gold vom DRK Frankfurt für besondere Verdienste
- 2011: Verdienstkreuz 1. Klasse der Bundesrepublik Deutschland[2]